# Empis dispina
Empis dispina är en tvåvingeart som beskrevs av Chvala 1996. Empis dispina ingår i släktet Empis och familjen dansflugor.
Artens utbredningsområde är Spanien. Inga underarter finns listade i Catalogue of Life.